# St. Antonius Einsiedler (Grevenstein)

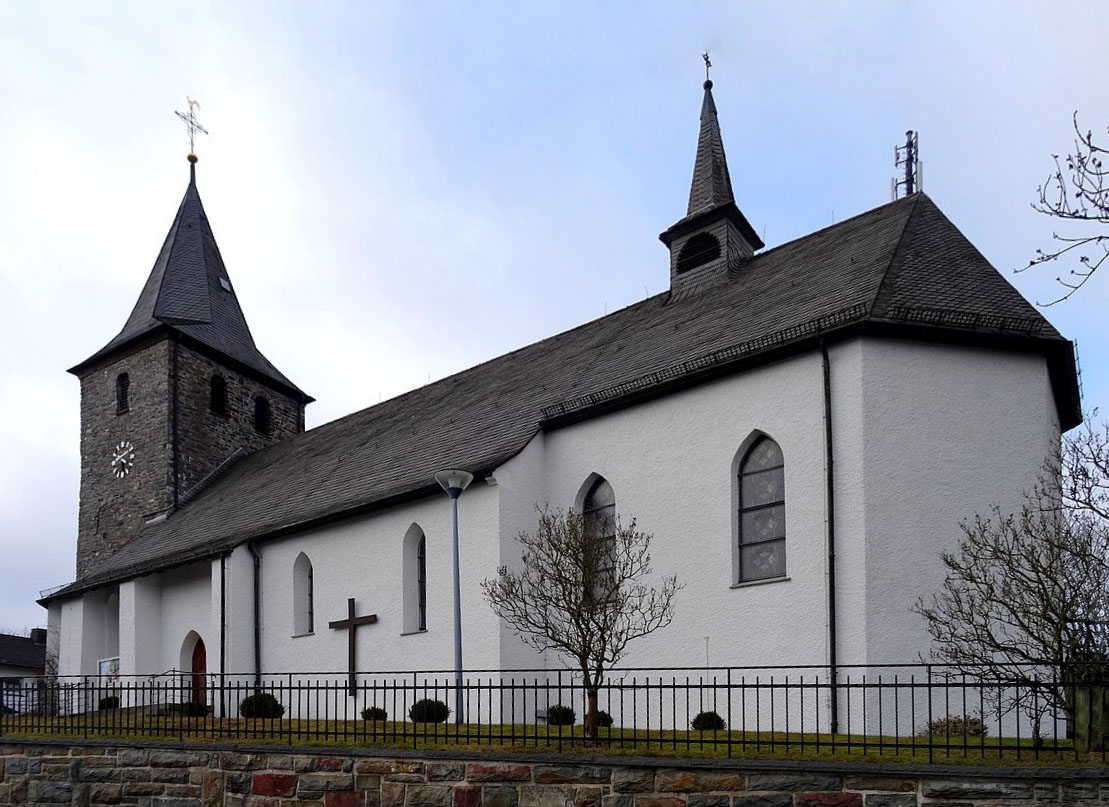
Kirche in Meschede-Grevenstein

Die katholische Pfarrkirche St. Antonius Einsiedler ist ein denkmalgeschütztes Kirchengebäude in Grevenstein, einem Ortsteil von Meschede im Hochsauerlandkreis in Nordrhein-Westfalen. Graf Wilhelm von Arnsberg ließ die Kapelle 1327 als Anbau an seine Grevensteiner Burg errichten. Von dieser stammt wohl der alte Teil des 1937 um ein Joch verlängerten Chorraumes.
Das Gebäude ist eine dreijochige Hallenkirche mit einem Westturm, dieser war der linke Turm der ehemaligen Burg. Es ist im späten Übergangsstil zur Gotik mit spitzbogigen Fenstern und massiven Walzensäulen gebaut worden. Reste einer bescheidenen Barockausstattung sind noch zu sehen. Das dreistimmige Geläut erklingt in g'-b'-c" und wurde 1948 von Albert Junker in Briloner Sonderbronze gegossen. Im Dachreiter hängt noch eine kleine Kleppglocke in a".